# Jeff Brown (Eishockeyspieler)
Jeffrey Randall „Jeff“ Brown (* 30. April 1966 in Ottawa, Ontario) ist ein ehemaliger kanadischer Eishockeyspieler und derzeitiger -trainer, der im Verlauf seiner aktiven Karriere zwischen 1985 und 1998 unter anderem 834 Spiele für die Nordiques de Québec, St. Louis Blues, Vancouver Canucks, Hartford Whalers, Carolina Hurricanes, Toronto Maple Leafs und Washington Capitals in der National Hockey League auf der Position des Verteidigers bestritten hat.

## Karriere
Jeff Brown begann seine Karriere als Eishockeyspieler bei den Sudbury Wolves, für die er von 1982 bis 1986 in der Ontario Hockey League aktiv war. In dieser Zeit wurde er im NHL Entry Draft 1984 in der zweiten Runde als insgesamt 36. Spieler von den Nordiques de Québec ausgewählt. Sein Debüt in der National Hockey League gab Brown gegen Ende der Saison 1985/86 für die Nordiques, für die er bis 1989 spielte. In seiner Zeit in Québec stand der Verteidiger 1985/86 und 1986/87 auch für deren Farmteam, Fredericton Express auf dem Eis.
Am 13. Dezember 1989 wurde Brown im Tausch für Tony Hrkac und Greg Millen an die St. Louis Blues abgegeben, für die er die nächsten vier Jahre spielte. Gegen Ende der Saison 1993/94 wurde Brown am 21. März 1994 zusammen mit Bret Hedican und Nathan LaFayette im Tausch für Craig Janney an die Vancouver Canucks abgegeben. Nach anderthalb Jahren verließ Brown die Canucks und erhielt einen Vertrag bei den Hartford Whalers, bei denen er bis 1997 spielte. In der Saison 1997/98 wurde der Kanadier zunächst in den Kader des Nachfolgeteams der Whalers, der Carolina Hurricanes, berufen. Bis Saisonende stand der Verteidiger zudem für die Toronto Maple Leafs und die Washington Capitals auf dem Eis.
Im Anschluss an seine Spielerkarriere übernahm Brown in der Saison 2005/06 das Traineramt bei den Missouri River Otters aus der United Hockey League. Von dort gelangte er über die St. Louis Bandits aus der NAHL und die Indiana Ice aus der USHL zu den Ottawa 67’s aus der Ontario Hockey League (OHL), eine der drei höchsten kanadischen Juniorenligen. In seiner ersten Saison 2014/15 in Ottawa wurde er ins Second All-Star Team der OHL gewählt und leitete die Geschicke des Teams (ab 2015/16 auch als General Manager) für insgesamt drei Spielzeiten. Nach der Saison 2016/17 erklärte er seinen Rücktritt von allen Ämtern aus persönlichen Gründen, um mit seiner Familie nach St. Louis zurückkehren zu können.

## Erfolge und Auszeichnungen
- 1986 OHL First All-Star Team
- 1986 Max Kaminsky Trophy (gemeinsam mit Terry Carkner)
- 2015 OHL Second All-Star Team (als Cheftrainer)

## Karrierestatistik
(Legende zur Spielerstatistik: Sp oder GP = absolvierte Spiele; T oder G = erzielte Tore; V oder A = erzielte Assists; Pkt oder Pts = erzielte Scorerpunkte; SM oder PIM = erhaltene Strafminuten; +/− = Plus/Minus-Bilanz; PP = erzielte Überzahltore; SH = erzielte Unterzahltore; GW = erzielte Siegtore; 1 Play-downs/Relegation; Kursiv: Statistik nicht vollständig)

## Familie
Sein Sohn Logan Brown ist ebenfalls Eishockeyspieler und debütierte im Oktober 2017 für die Ottawa Senators in der NHL.